# トティ・ゴメス
- トチ・ゴメス

トート・アントニオ・ゴメス（Tote António Gomes, 1999年1月16日 - ）は、ギニアビサウのビサウ自治区ビサウ出身のプロサッカー選手。プレミアリーグのウルヴァーハンプトン・ワンダラーズFC所属。ポジションはディフェンダー。ポルトガル代表。

## 経歴
2020年9月2日にプレミアリーグのウルヴァーハンプトン・ワンダラーズFCと契約し、すぐにスイス・チャレンジリーグのグラフホッパー・クラブ・チューリッヒへ期限付き移籍。2020-21シーズンはグラスホッパーでプレーした。
2021-22シーズン後半、2022年1月15日のサウサンプトンFC戦でウルヴァーハンプトンでの初出場を果たした。3月21日にはウルヴァーハンプトンと2027年までの契約延長に合意。5月6日のアストン・ヴィラFC戦にてプレミアリーグ初得点。記録した。
2024年2月4日のチェルシーFC戦にて、50試合連続出場を果たした。その4日後、ウルヴァーハンプトンと2029年までの契約延長に合意した。

## 代表歴
ギニアビサウ、ポルトガルの代表資格を持つ。
2023年11月16日、UEFA EURO 2024予選のポルトガル代表に選出され、リヒテンシュタイン戦に出場してA代表デビューを果たした。